# Jacques Stiennon
Jacques Stiennon est un historien, historien de l'art belge, né le 1er avril 1920 à Liège et mort le 5 mai 2012 .

## Biographie
Jacques Stiennon fait toute sa carrière comme professeur d'histoire et d'histoire de l'art à l'université de Liège. Titulaire de l'enseignement de la paléographie (1957-1985) et la codicologie (1972-1985), il est l'un des spécialistes de l'histoire de la principauté de Liège et de l'art mosan.
Membre de l'Académie Royale de Belgique, il est élu correspondant, le 2 mai 1988 ; membre, le 6 décembre 1993 ; membre émérite, le 7 octobre 2004, et directeur de la Classe des Lettres et Sciences morales et politiques en 1998. 

## Publications

### Monographies
- Etude sur le chartrier et le domaine de l'abbaye de Saint-Jacques de Liège (1015-1209)., Liège, Librairie Droz, coll. « Bibliothèque de la Faculté de Philosophie et Lettres de l'Université de Liège » (no 124), 1951, 493 p. (ISBN 978-2-251-66124-7, OCLC 948815690, lire en ligne)
- Histoire de Liège, Toulouse, Privat, coll. « Univers de la France et des pays francophones », 1991 (présentation en ligne)

### Articles
- « Mention d'une sculpture disparue, conservée jadis à l'abbaye de Saint-Jacques », Chronique archéologique du pays de Liège, t. XXXIV, nos 3-4,‎ juillet-décembre 1943, p. 56-70 (lire en ligne)
- « La bibliothèque et le scriptorium de la chartreuse de Liège des origines au XVIe siècle », Chronique archéologique du pays de Liège, t. XXXVII, nos 1-4,‎ janvier-décembre 1946, p. 59 (lire en ligne)
- « L'essai d'achèvement de la chartreuse de Liège en 1788. », Bulletin de la société royale Le Vieux-Liège, t. III, no 79,‎ 1948, p. 319-320 (ISSN 0776-1309)
- « La contribution des chartreux à la reconstruction de Liège après 1468 », Chronique archéologique du pays de Liège, t. XXXIX, no 2,‎ avril-juin 1948, p. 38-43 (lire en ligne)
- « Les œuvres et les objets d'art de la chartreuse de Liège, depuis ses origines jusqu'à la fin du règne d'Erard de la Marck », Chronique archéologique du pays de Liège, t. XXXIX, no 4,‎ octobre-décembre 1948, p. 82 (lire en ligne)
- « L’œuvre bibliographique d’Eustache de Streax, prieur de Saint-Jacques, de Liège (1589) », Bulletin de l'institut archéologique liégeois, Liège, t. LXVII,‎ 1949-1950, p. 177-191 (ISSN 0776-1260, lire en ligne)
- « Le coin des chercheurs : La reliure du cartulaire de la Chartreuse de Liège. », Bulletin de la société royale Le Vieux-Liège, t. X, no 215,‎ 1981, p. 119-121 (ISSN 0776-1309)
- « Archéologie industrielle : le graphophone à Liège en 1898. », Bulletin de la société royale Le Vieux-Liège, t. X, no 217,‎ 1982, p. 225-227 (ISSN 0776-1309)
- « Le coin des chercheurs : Des couples "Roland et Olivier" en Hesbaye hutoise (XVe – XVIIe siècles). », Bulletin de la société royale Le Vieux-Liège, t. X, no 216,‎ 1982, p. 160-161 (ISSN 0776-1309)
- « Le coin des chercheurs : Une maison hantée : l'hôtel Torrentius. », Bulletin de la société royale Le Vieux-Liège, t. X, no 225,‎ 1984, p. 507-508 (ISSN 0776-1309)
- « Mathieu-Lambert Polain et Félix van Hulst à la recherche des tableaux de Nicolas-Henri de Fassin. », Bulletin de la société royale Le Vieux-Liège, t. X, no 224,‎ 1984, p. 471-473 (ISSN 0776-1309)
- « Le livre de raison de Raes de Chokier, chanoine de Saint-Denis à Liège (XVIe-XVIIe s.) », Bulletin de l'institut archéologique liégeois, Liège, t. XCVIII,‎ 1986, p. 409-417 (ISSN 0776-1260)
- « Synthèse des travaux du colloque », Bulletin de l'institut archéologique liégeois, Liège, t. C,‎ 1988, p. 167-169 (ISSN 0776-1260)
- « L'ivoire de Notger et le missel de Roberto Visconti. », Bulletin de la société royale Le Vieux-Liège, t. XI, no 244,‎ 1989, p. 463-467 (ISSN 0776-1309)
- « Le héraut d'armes Henri van den Berch et la numérologie. », Bulletin de la société royale Le Vieux-Liège, t. XII, no 249,‎ 1990, p. 039-044 (ISSN 0776-1309)
- « Le portrait physique et moral de Roland par Jean d'Outremeuse. », Bulletin de la société royale Le Vieux-Liège, t. XII, no 250,‎ 1990, p. 127-141 (ISSN 0776-1309)
- « Liège sur deux documents cartographiques du Moyen Âge. », Bulletin de la société royale Le Vieux-Liège, t. XII, no 248,‎ 1990, p. 001-009 (ISSN 0776-1309)
- « Une trouvaille de Jean d'Outremeuse : le combat de trois Ogier contre trois Roland. », Bulletin de la société royale Le Vieux-Liège, t. XIII, no 266,‎ 1994, p. 151-164 (ISSN 0776-1309)
- « In memoriam Léon-E. Halkin », Annuaire d'Histoire Liégeoise, t. XXX, no 54,‎ 1999-2000, p. XIII-XVIII, article no 215 (ISSN 0304-0771, OCLC 183358507)
- « Les orfèvres mosans devant l'histoire (XIe – XIIIe siècles). », Bulletin de la société royale Le Vieux-Liège, t. XIV, no 288,‎ 2000, p. 005-025 (ISSN 0776-1309)
- « Hommage à Jean Hoyoux », Annuaire d'Histoire Liégeoise, t. XXXI, no 55,‎ 2001, p. 1-2, article no 217 (ISSN 0304-0771, OCLC 183358507)
- « Présence du livre dans l'oeuvre de Jean d'Outremeuse », Annuaire d'Histoire Liégeoise, t. XXXI, no 55,‎ 2001, p. 35-44, article no 221 (ISSN 0304-0771, OCLC 183358507)
- « In memoriam René Van Santbergen », Annuaire d'Histoire Liégeoise, t. XXXIII, no 57,‎ 2003, p. 1-4, article no 230 (ISSN 0304-0771, OCLC 183358507)